# Špela Čadež
Špela Čadež, slovenska animatorka ter režiserka in producentka animiranih filmov, * 28. november 1977, Ljubljana.
Deluje kot producentka in režiserka neodvisnih animiranih filmov. Po zaključenem študiju grafičnega oblikovanja (2002) na Akademiji za likovno umetnost v Ljubljani je nadaljevala s šolanjem na Akademiji za medijsko umetnost v Kölnu. Že tekom študija je s svojima lutkovnima animacijama Zasukanec (2004) in Liebeskrank (2007) pridobila mednarodno prepoznavo. Njen animirani film Boles (2013) je bil predvajan po vsem svetu in je pridobil vrsto nagrad, priznanj in nominacij.

## Dela
- Steakhousev (2021)
- Nočna ptica / Nighthawk (2016)
- Boles (2013)
- Lahko noč, gospodična / Good Night, Missy (2011)
- Last Minute (2010)
- Far East Film Festival Trailer (2009)
- Liebeskrank / Lovesick (2007)
- Marathon (2007)
- Zasukanec / Mate to Measure (2004)

## Nagrade
- Župančičeva nagrada 2017
- Nagrada Prešernovega sklada 2022 za režijo animiranega filma Steakhouse